# Požarnica (Čabar)
Pour les articles homonymes, voir Požarnica.
Požarnica est une localité de Croatie située dans la municipalité de Čabar, dans le comitat de Primorje-Gorski Kotar. En 2001, la localité comptait 2 habitants.

## Démographie
| 1948 | 1953 | 1961 | 1971 | 1981 | 1991 | 2001 |
| ---- | ---- | ---- | ---- | ---- | ---- | ---- |
| 90   | 42   | 37   | 33   | 14   | 10   | 2    |